# Songs from the Wood
| Críticas profissionais | Críticas profissionais |
| Avaliações da crítica  | Avaliações da crítica  |
| Fonte                  | Avaliação              |
| ---------------------- | ---------------------- |
| Allmusic               | 4 de 5 estrelas.       |

Songs from the Wood é o décimo álbum de estúdio da banda britânica Jethro Tull, o primeiro de um trio de álbuns de folk rock lançados pelo grupo nesta época (Songs from the Wood, Heavy Horses e Stormwatch). Este foi também o primeiro álbum do Tull a receber críticas em geral positivas desde Benefit e Living in the Past.
A versão remasterizada lançada em 2003 traz duas faixas bônus, uma delas uma versão ao vivo de "Velvet Green".
Em 2017 é lançada uma edição de aniversário dos 40 anos do álbum. Songs From the Wood "the country set", remisturado por Steven Wilson em Estéreo e 5.1 Surround.
Esta edição é composta por 3 CD + 2 DVD 
Um dos DVD inclui um concerto em video de 1977 da turné do mesmo album.

## Faixas
Todas as canções por Ian Anderson
1. "Song From The Wood" - 4:52
2. "Jack-in-the-Green" - 2:27
3. "Cup Of Wonder" - 4:30
4. "Hunting Girl" 5:11
5. "Ring Out, Solstice Bells" - 3:43
6. "Velvet Green" - 6:03
7. "The Whistler" - 3:30
8. "Pibroch (Cap In Hand)" - 8:27
9. "Fire At Midnight" - 2:26

Faixas bónus
1. "Beltane" - 5:19
2. "Velvet Green" - 5:56

## Equipe[2]
- Ian Anderson – vocais, flauta, violão, bandolim, pratos, whistle; todos os instrumentos em "Jack-in-the-Green".
- Martin Barre – guitarra, alaúde
- John Evan – piano, órgão, sintetizadores
- David Palmer – piano, órgão portátil, sintetizadores
- John Glascock – baixo, vocais
- Barriemore Barlow – bateria, marimba, glockenspiel, sinos, naker, Tabor

Pessoal técnico
- Robin Black - engenheiro de som
- Thing Moss and Trevor White - engenheiros assistentes
- Keith Howard - lenhador
- Jay L. Lee - pintura da capa
- Shirt Sleeve Studio - contracapa